# Marcos Defaranas
Marcos Defaranas, en griego original Μάρκος Δεφαράνας (Zante, Islas Jónicas, 1503 - 1573) fue un marino y poeta griego al servicio de Venecia en el siglo XVI.
Nacido en la isla de Zante, entonces bajo dominio veneciano, escribió en lengua griega vulgar y versos rimados Λόγοι διδακτικοί του πατρός προς τον υιόν / Discursos didácticos del padre a su hijo (Venecia, 1543) y una más breve Ιστορία εκ των του Δανιήλ περί της Σωσάννης / Historia de Daniel sobre Susana (Venecia, 1569), esta última una ampliación de la historia vetero-testamentaria de Susana y los viejos, incluida en el Libro de Daniel. Estas obras conocieron una gran fortuna editorial posterior y fueron de lectura frecuente en el mundo griego. Los estudiosos, basándose en acrósticos de ambas obras ("Defaranas", "De Eriede"), identifican al poeta zantiota con Marcos de Heriede de Zante, un conocido capitán miembro de la comunidad griega de Venecia que vivió de 1503 hasta al menos 1574. Trabajó como marinero y como escribano y desde mediados del siglo XVI fue capitán de barcos mercantes de la República de Venecia. Esto se ha venido a saber por estudios recientes que han compilado los datos inéditos y desconocidos ofrecidos por los archivos, gracias a los cuales se han podido reconstruir los detalles de su vida, muy a menudo apasionante, y sobre su obra.